# La Glace au citron
Albums de Henri Dès
Le Beau Tambour
(1986) Toni et Vagabond
(1989)
La Glace au citron est le septième album pour enfants d'Henri Dès, sorti en 1988.
Disque d'or, l'album tire son nom de celui d'une de ses chansons. 
Les musiciens Jacky Lagger et Freddy Balta notamment ont collaboré à l'enregistrement, ainsi que le chœur d'enfants les Gremolets de Cheseaux-sur-Lausanne.
La pochette est dessinée par Étienne Delessert et contient les partitions des chansons.
C'est le premier album d'Henri Dès également disponible en CD vidéo.

## Liste des chansons
1. La glace au citron
2. Le courant d'air
3. Matin chagrin
4. J'ai plus faim
5. Le pantalon
6. Mi-août
7. La fourmi amoureuse
8. La si do les crapauds
9. Le voyage
10. Joyeux anniversaire
11. Grand-maman
12. Boum badaboum
13. Dodo